# Ral·li de Costa d'Ivori
El Ral·li de Costa d'Ivori (en francès, Rallye de Côte d'Ivoire) és un ral·li que es disputa cada any a Costa d'Ivori. Va formar part del Campionat Mundial de Ral·lis per a pilots i marques entre 1978 i 1981, mentre que el 1977 i del 1982 al 1992 va comptar únicament per al títol de pilots. És conegut per les seves dures condicions.

## Guanyadors
A 30 d'abril de 2022
| Any                    | Nom                                         | Pilot               | Copilot               | Cotxe                           | Camp.        |
| ---------------------- | ------------------------------------------- | ------------------- | --------------------- | ------------------------------- | ------------ |
| 1969                   | 1ère Rallye Bandama                         | Marc Gérenthon      | Hélène Gérenthon      | Renault 8 Gordini               |              |
| 1970                   | 2ème Rallye Bandama                         | Hans Schuller       | Grassiot              | Datsun 1600 SSS                 |              |
| 1971                   | 3ème Rallye Bandama                         | Robert Neyret       | Jacques Terramorsi    | Peugeot 504                     |              |
| 1972                   | 4ème Rallye Bandama                         | Sense finalistes    | Sense finalistes      | Sense finalistes                |              |
| 1973                   | 5ème Rallye Bandama                         | Edgar Herrmann      | Hans Schuller         | Datsun 180B SSS                 |              |
| 1974                   | 6ème Rallye Bandama                         | Timo Mäkinen        |                       | Peugeot 504                     |              |
| 1975                   | 7ème Rallye Bandama                         | Bernard Consten     | Flocon                | Peugeot 504                     |              |
| 1976                   | 8ème Rallye Bandama                         | Timo Mäkinen        | Henry Liddon          | Peugeot 504 V6                  |              |
| 1977                   | 9ème Rallye Bandama Côte d'Ivoire           | Andrew Cowan        | Johnstone Syer        | Mitsubishi Colt Lancer 1600 GSR | FIA Cup      |
| 1978                   | 10ème Rallye Bandama Côte d'Ivoire          | Jean-Pierre Nicolas | Michel Gamet          | Peugeot 504 V6 Coupé            | WRC, FIA Cup |
| 1979                   | 11ème Rallye Côte d'Ivoire                  | Hannu Mikkola       | Arne Hertz            | Mercedes 450 SLC 5.0            | WRC          |
| 1980                   | 12ème Rallye "Marlboro" Côte d'Ivoire       | Björn Waldegård     | Hans Thorszelius      | Mercedes 500 SLC                | WRC          |
| 1981                   | 13ème Rallye "Marlboro" Côte d'Ivoire       | Timo Salonen        | Seppo Harjanne        | Datsun Violet GT                | WRC          |
| 1982                   | 14ème Rallye "Marlboro" Côte d'Ivoire       | Walter Röhrl        | Christian Geistdörfer | Opel Ascona 400                 | WRC          |
| 1983                   | 15ème Rallye "Marlboro" Côte d'Ivoire       | Björn Waldegård     | Hans Thorszelius      | Toyota Celica TCT               | WRC          |
| 1984                   | 16ème Rallye "Marlboro" Côte d'Ivoire       | Stig Blomqvist      | Björn Cederberg       | Audi Sport Quattro              | WRC, ARC     |
| 1985                   | 17ème Rallye "Marlboro" Côte d'Ivoire       | Juha Kankkunen      | Fred Gallagher        | Toyota Celica TCT               | WRC, ARC     |
| 1986                   | 18ème Rallye "Marlboro" Côte d'Ivoire       | Björn Waldegård     | Fred Gallagher        | Toyota Celica TCT               | WRC, ARC     |
| 1987                   | 19ème Rallye "Marlboro" Côte d'Ivoire       | Kenneth Eriksson    | Peter Diekmann        | Volkswagen Golf GTI 16V         | WRC          |
| 1988                   | 20ème Rallye "Marlboro" Côte d'Ivoire       | Alain Ambrosino     | Daniel Le Saux        | Nissan 200SX                    | WRC          |
| 1989                   | 21ème Rallye "Marlboro" Côte d'Ivoire       | Alain Oreille       | Gilles Thimonier      | Renault 5 GT Turbo              | WRC          |
| 1990                   | 22ème Rallye "Viking" Côte d'Ivoire Bandama | Patrick Tauziac     | Claude Papin          | Mitsubishi Galant VR-4          | WRC, ARC     |
| 1991                   | 23ème Rallye "Viking" Côte d'Ivoire Bandama | Kenjiro Shinozuka   | John Meadows          | Mitsubishi Galant VR-4          | WRC, ARC     |
| 1992                   | 24ème Rallye "Viking" Côte d'Ivoire Bandama | Kenjiro Shinozuka   | John Meadows          | Mitsubishi Galant VR-4          | WRC, ARC     |
| 1993                   | 25ème Rallye Côte d'Ivoire Bandama          | Patrice Servant     | Thierry Brion         | Audi Quattro S2                 | ARC          |
| 1994                   | 26ème Rallye Côte d'Ivoire Bandama          | Patrice Servant     | Thierry Brion         | Audi Quattro S2                 | ARC          |
| 1996                   | 27ème Rallye "Marlboro" Côte d'Ivoire       | Alain Ambrosino     | Alain Florentin       | Mitsubishi Lancer Evo III       |              |
| 1997                   | 28ème Rallye Côte d'Ivoire Bandama          | Alain Ambrosino     | Alain Florentin       | Mitsubishi Lancer Evo III       | ARC          |
| 1998                   | 29ème Rallye Côte d'Ivoire Bandama          | Patrice Servent     | Alain Florentin       | Peugeot 106                     | ARC          |
| 1999                   | 30ème Rallye Côte d'Ivoire Bandama          | Marc Molinié        | Christian Tribout     | Toyota Celica GT-Four           | ARC          |
| 2001                   | 31ème Rallye Côte d'Ivoire Bandama          | Tom Colsoul         | Bob Colsoul           | Mitsubishi Lancer Evo VI        |              |
| 2003                   | 32ème Rallye Côte d'Ivoire Bandama          | Fané Bakary         | Konan Clément         | Subaru Impreza WRX              |              |
| 2005                   | 33ème Rallye Côte d'Ivoire Bandama          | Fané Bakary         | Konan Clément         | Subaru Impreza WRX              |              |
| 2006                   | 34ème Rallye Côte d'Ivoire Bandama          | Patrick Emontspool  | Alain Robert          | Subaru Impreza WRX              | ARC          |
| 2007-2008: No disputat |                                             |                     |                       |                                 |              |
| 2009                   | 35ème Rallye Côte d'Ivoire Bandama          | Soumaoro Moriféré   | Philippe Garcia       | Mitsubishi Lancer Evo IX        |              |
| 2010                   | 36ème Rallye Côte d'Ivoire Bandama          | Cancel·lat          | Cancel·lat            | Cancel·lat                      |              |
| 2011                   | 37ème Rallye Côte d'Ivoire Bandama          | Soumaoro Moriféré   | Philippe Garcia       | Mitsubishi Lancer Evo IX        |              |
| 2012                   | 38ème Rallye Côte d'Ivoire Bandama          | Soumaoro Moriféré   | Philippe Garcia       | Mitsubishi Lancer Evo IX        |              |
| 2013                   | 39ème Rallye Côte d'Ivoire Bandama          | Bakary Fane         | Moussa Fane           | Subaru Impreza                  | ARC          |
| 2014                   | 40ème Rallye Côte d'Ivoire Bandama          | Gary Chaynes        | Romain Comas          | Mitsubishi Lancer Evo IX        | ARC          |
| 2015                   | 41ème Rallye Côte d'Ivoire Bandama          | Gary Chaynes        | David Israel          | Mitsubishi Lancer Evo IX        | ARC          |
| 2016                   | 42ème Rallye Côte d’Ivoire Bandama          | Gary Chaynes        | David Israël          | Mitsubishi Lancer Evo IX        | ARC          |
| 2017                   | 43ème Rallye Côte d’Ivoire Bandama          | Moriféré Soumaoro   | Romain Comas          | Mitsubishi Lancer Evo X         | ARC          |
| 2018                   | 44ème Rallye Côte d’Ivoire Bandama          | Gary Chaynes        | Didier Le Borgne      | Mitsubishi Lancer Evo X         | ARC          |
| 2019                   | 45ème Rallye Côte d’Ivoire Bandama          | Manvir Baryan       | Dreaw Sturrock        | Škoda Fabia R5                  | ARC          |
| 2020                   | 46ème Rallye Côte d’Ivoire Bandama          | Gary Chaynes        | Romain Comas          | Mitsubishi Lancer Evo X         | ARC          |
| 2021                   | 47ème Rallye Côte d’Ivoire Bandama          | Gary Chaynes        | Romain Comas          | Mitsubishi Lancer Evo IX        | ARC          |
| 2022                   | 48ème Rallye Côte d’Ivoire Bandama          | Leroy Gabriel Gomes | Urshlla Marcia Gomes  | Mitsubishi Lancer Evo IX        | ARC          |